# کشتاون (پنسیلوانیا)
کشتاون (به انگلیسی: Cashtown) یک منطقهٔ مسکونی در ایالات متحده آمریکا است که در شهرستان آدامز، پنسیلوانیا واقع شده‌است. کشتاون ۳٫۹۲ کیلومتر مربع مساحت و ۴۵۹ نفر جمعیت دارد و ۲۲۷٫۳۸ متر بالاتر از سطح دریا واقع شده‌است.